# Petróleo Brent

Gráfico que muestra la evolución del precio del petróleo brent anualmente desde 1987 hasta enero de 2016 (en dólares de 2016).

El brent es un tipo de petróleo que se extrae principalmente del mar del Norte. Marca la referencia en los mercados europeos.

## Características
El crudo brent es un petróleo liviano, con una gravedad API de 38,06°, aunque no tanto como el West Texas Intermediate (WTI), con una API de 39,6°. Contiene aproximadamente un 0,39% de azufre, siendo así considerado como petróleo dulce. El brent es ideal para la producción de gasolina. Se suele refinar en los países de Europa Noroccidental, pero cuando los precios de mercado son lo suficientemente bajos para exportarlo, las refinerías del área  y la costa este de EE. UU. también lo procesan. Este tipo de petróleo es de los más pobres con respecto a su poder calorífico.
El Brent se liquida en efectivo, a diferencia del WTI que se liquida físicamente, esto cobra relevancia tras la crisis económica de 2020, cuando por primera vez el precio de dicho índice cayó a negativo. En el Brent sus futuros negocian en dinero con la posibilidad de prorrogarlos al siguiente contrato de futuros, por lo que la presión ante el vencimiento de los plazos es distinta para ambas.

## Cotización

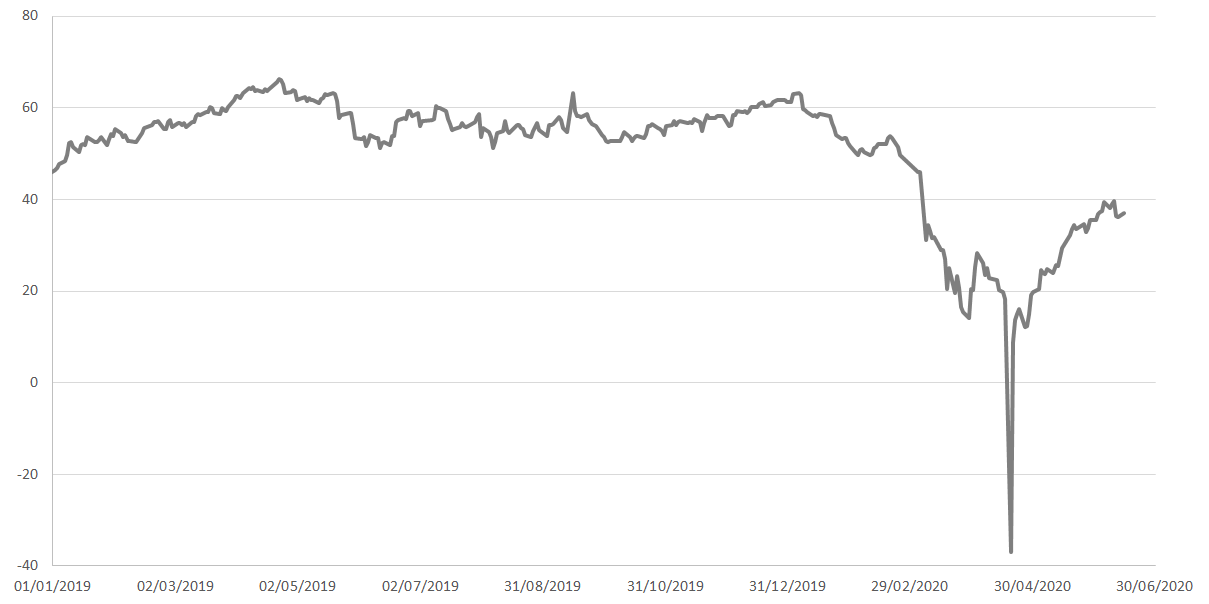
Movimiento del precio del WTI a partir de 2019. El 20 de abril de 2020 los precios cayeron por debajo de cero por primera vez en la historia.

La producción petrolífera de Europa, África y Oriente Medio tiende a venderse al precio que marca el barril de crudo brent, es decir, marca un precio recomendado o estándar para un 78% de las diferentes variedades de crudo mundial, las cuales lo toman como referente.
El barril de brent (42 galones estadounidenses, unos 159 litros) cotiza en el Internacional Petroleum Exchange (IPE) de Londres mediante opciones y futuros. La unidad monetaria en la que cotiza es el USD.
El petróleo brent se comercializaba originalmente en la International Petroleum Exchange de Londres, pero desde 2005 se comercializa en el electrónico IntercontinentalExchange (ICE) con el símbolo B, y en el New York Mercantile Exchange (NYMEX) con el símbolo BZ. Un contrato es igual a 1000 barriles (159 m³). Los contratos se cotizan en dólares de EE. UU. Cada tick perdido o ganado es igual a 10 $.
En los últimos tiempos, el precio del barril de brent se ha mantenido en torno a 1 $ menos que el WTI, y aproximadamente 1 $ más que el crudo de la OPEP.
A principios de 2020 el petróleo cotizó a precio negativo por primera vez en la historia debido a la pandemia de coronavirus 2019-20 y a la Guerra de precios del petróleo entre Rusia y Arabia Saudita de 2020.

## Nombre
El crudo brent recibe su nombre del campo petrolífero Brent, en el mar del Norte, que a su vez se nombró según la costumbre de la compañía Shell de poner a sus yacimientos nombres de aves acuáticas por orden alfabético. El nombre del yacimiento y del crudo corresponde a la barnacla carinegra, en inglés brent goose. A su vez, el nombre brent prestó sus letras para nombrar las cinco formaciones geológicas características de los yacimientos del mar del Norte: Broom, Rannoch, Etive, Ness y Tarbert, todos ellos nombres de lochs escoceses.